# Beniesova vila
Beniesova vila je kubistická vila podnikatele v cukrovarnictví, Michaela Beniese, nacházející se v městě Lysá nad Labem v části Litol. Jde o jednu z významných kubistických staveb v České republice, která je od roku 2004 národní kulturní památkou.

## Historie

### Stavební záměr
Stavbu realizovala stavební společnost Architekt a stavitel Matěj Blecha, a projektoval ji významný český architekt Emil Králíček. Stavba byla realizována v letech 1912-1913. Jedná se o první dům na našem území, kde byla na plochou střechu umístěna zahrada.

### Interiér
V interiéru jsou zachovány detaily výzdoby, zejména nárožní sloup s motivem, který byl použit pro plakát výstavy Český architektonický kubismus. Vstup do obytné části domu je ze západní strany. Ústřední místnost suterénu tvoří hala se čtyřmi pravoúhlými sloupy. V suterénu bývala ještě kuchyň, komora, spíž, přípravna, sklad potravin, umývárna, místnost pro uskladnění vína, prostor ústředního topení a tři menší místnosti pro služebné.
Do přízemí, nejvýstavnější části domu, je vstup ze strany severní. Pozoruhodnou vstupní chodbou se dostaneme do haly, kde dominují čtyři sloupy o čtvercovém půdorysu. Sloupy jsou v horní polovině bohatě zdobené plastickým kubistickým tvaroslovím, v dolní části bývalo dřevěné obložení se střídmě vyřezávaným dekorem. Prostor vymezený sloupy má ve stropu tvar osmiúhelníku, kde býval otevřený průhled až na střechu. V hale je zachováno dřevěné obložení stěn. Samotný strop haly je po obvodu sloupů členitý plastickými pravoúhlými pásy.
Směrem na jih je vstup do bývalého obývacího pokoje a jídelny. V těchto místnostech se zachovaly dveře a podokenní mřížky zakrývající topení. Z obývacího pokoje se vcházelo do pánského pokoje. Prosklené dveře jsou původní a typické je i výrazné profilování okraje stropu. Další menší místnosti přízemí sloužily jako jídelna, přípravna, prostor schodiště do patra, šatna, místnost pro služku a toalety.
V patře je ústředním prostorem opět hala s galeriemi. Uprostřed severní strany se nachází schodiště, ze kterého je vstupu na balkon se třemi okny ve tvaru šestiúhelníku. Původní majitel měl v patře šatnu, místnost pro služku, lázně osvětlené šestiúhelnými okny a pokoje se vstupem na balkon. Ve zděném přístavku na střeše se nalézá prostor schodiště a dvě menší místnosti. Uprostřed rovné střechy je skleník ve tvaru trojúhelníku, v němž je patrný půdorysný tvar haly. Dekorované sloupy vedou až zcela nahoru a je viditelná svrchní konstrukce.

### Střecha
Jedná se, kromě jiného, o jednu z prvních staveb s plochou střechou a první, která měla na ploché střeše projektovánu zahradu.

## Rodina Beniesů a „Beniesova vila“

### Michael Benies
Michael (psán též Michel či Michal) Benies (1854– 5. prosince 1923 Vídeň) byl rakousko–uherský židovský velkoprůmyslník a finančník, mj. spolumajitel cukrovaru v Litoli, pocházející z Haliče. Cukrovar koupil spolu se svými bratry v roce 1887.
Po zakoupení litoňského cukrovaru nechali bratři Beniesové postavit v jeho blízkosti několik domů a několik vil (vila ředitele Augusta Bondyho – č. p. 149, vila správce cukrovaru Antonína Albrechta – č. p. 152 a vila adjunkta adjunkta Ladislava Velinského – č. p. 153).

### Evelina Beniesová
Dcera Michaela Beniese Evelina (1889–1944) se 23. června 1910 provdala za vídeňského právníka a historika dr. Heinricha Benedikta (od roku 1910 právního poradce Michaela Beniese). Michael Benies věnoval novostavbu „Beniesovy vily“ své dceři, objekt však zůstal v majetku podniku. Novomanželé Benediktovi zde žili při letních pobytech v Litoni od roku 1912/1913, zatímco v zimě bydleli ve Vídni. Pobyt v Litoni inspiroval Heinricha Benedikta ke zpracování studie o hraběti Šporkovi a českém baroku.
Manželství Eveliny a Heinricha Benediktových se rozpadlo a v roce 1923 skončilo rozvodem, i když vzah bývalých manželů zůstal přátelský. Evelina Benediktová se 25. května 1924 znovu provdala za rakouského diplomata Lothara Egger von Möllwald (1875–1941). I v době druhého manželství využívala Evelina Eggerová spolu s manželem a dvěma dětmi z prvního manželství „Beniesovu vilu“. V roce 1929, po likvidaci Rosicko–pardubické rafinerie cukru získal Lothar Egger tuto vilu do vlastnictví. Po anšlusu Rakouska uprchli oba manželé před pronásledováním nacisty (Lothar Egger jako antifašista, Emilie Eggerová pro židovský původ) do Itálie. Když v roce 1941 Lothar Egger v exilu zemřel, zdědila vilu Elena Baroli, rozená Horn. Ta ji v roce 1944 prodala zpět Labsko–kostelecké rafinerii cukru, které v té době cukrovar v Litoni patřil. Historici usuzují, že transakce měla pomoci řešit tísnivou finanční situaci nemocné vdovy Eveliny Eggerové, které se nedostávalo po smrti manžela financí. Evelina Eggerová však zemřela v exilu dříve, než k převodu vily došlo.

## Současnost

### Situace v roce 2009
Dům je památkově chráněn od 28. dubna 2004. Je ve špatném technickém stavu, ve vlastnictví soukromé společnosti. Zahrada u domu byla postupně zcela zničena, v sousedství je obrovské parkoviště automobilů a v bezprostřední blízkosti domu probíhají demoliční práce. Současný vlastník, firma ARS Altmann Praha spol. s r. o., zadal zpracování projektu rekonstrukce architektovi Davidu Vávrovi, ale rekonstrukce stále neprobíhá a objekt chátrá. I z toho důvodu v Lysé nad Labem začaly vznikat občanské aktivity snažící se přispět k záchraně domu.

### Rekonstrukce
V roce 2022 proběhly i díky zvýšenému zájmu veřejnosti a vedení města první sanační práce (střecha objektu) a byl zpracován projekt rekonstrukce objektu, který má v budoucnu sloužit k veřejně prospěšným účelům.

## Kulturní odkaz
- Vila je od roku 2004 Národní kulturní památou[7]
- V roce 2023 byl uveden do českých film snímek Matěje Chlupáčka Úsvit, který byl částečně natáčen v interiérech Beniesovy vily[10]

## Fotogalerie

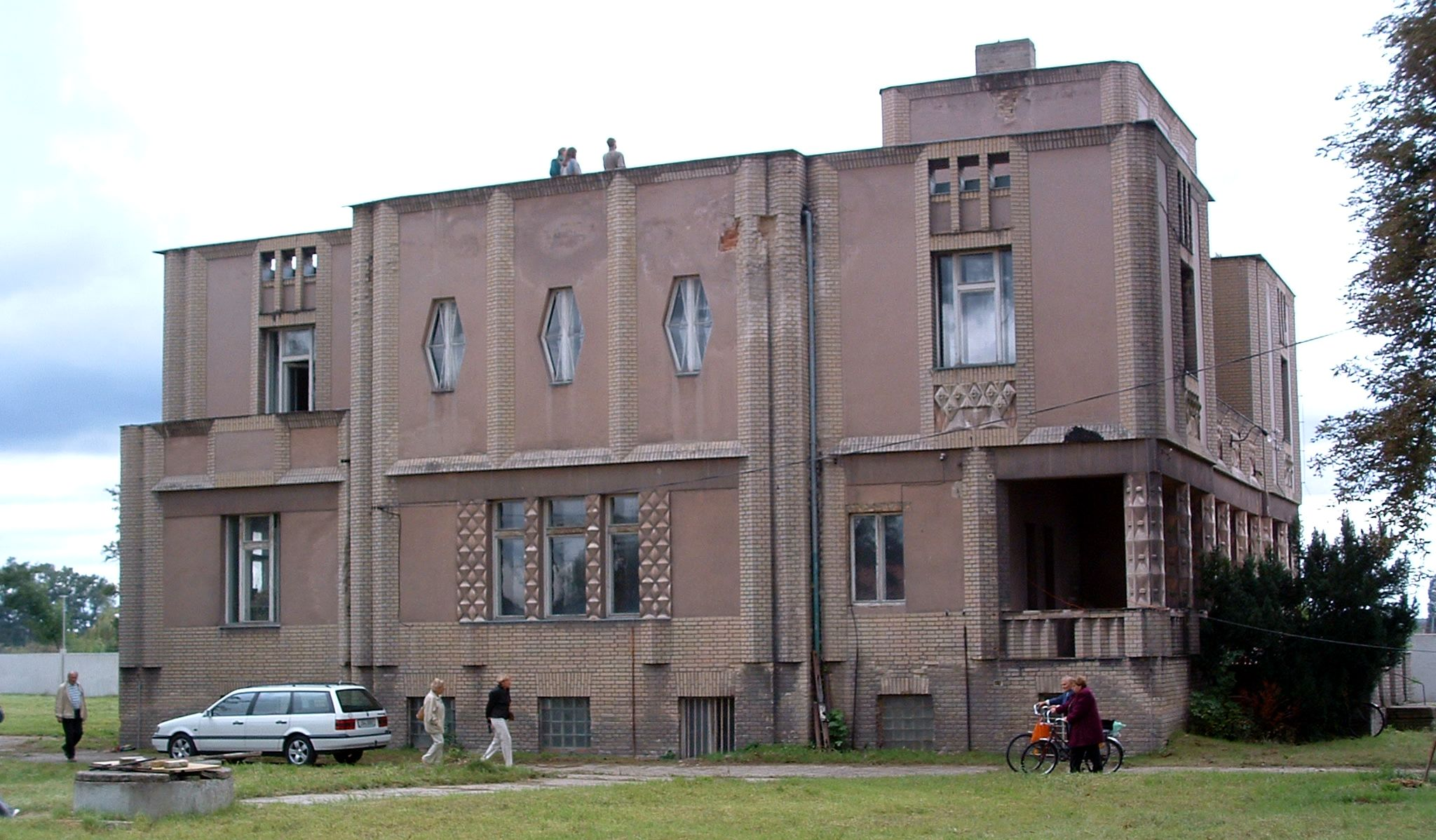
Východní pohled (2005)
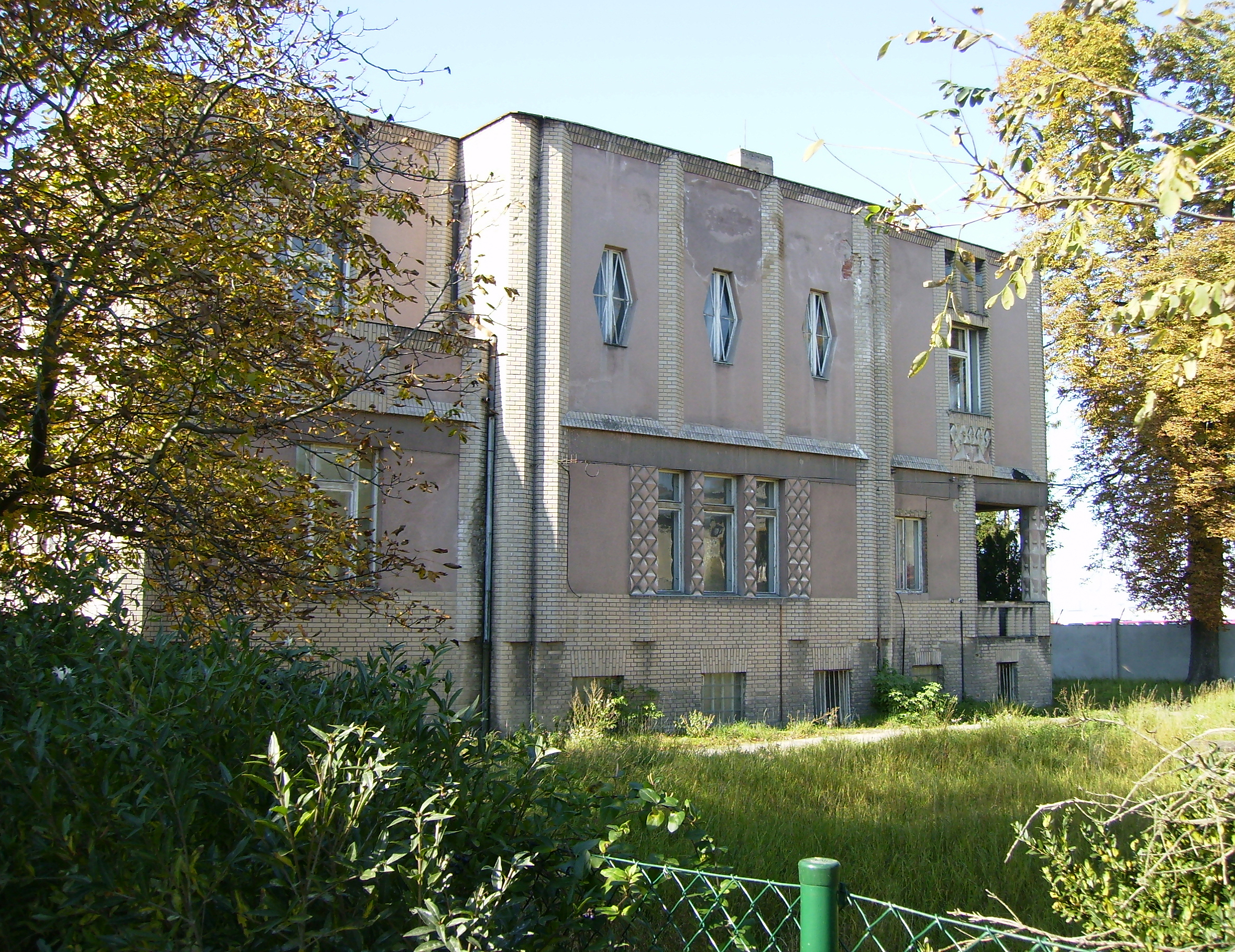
Východní pohled (2005)
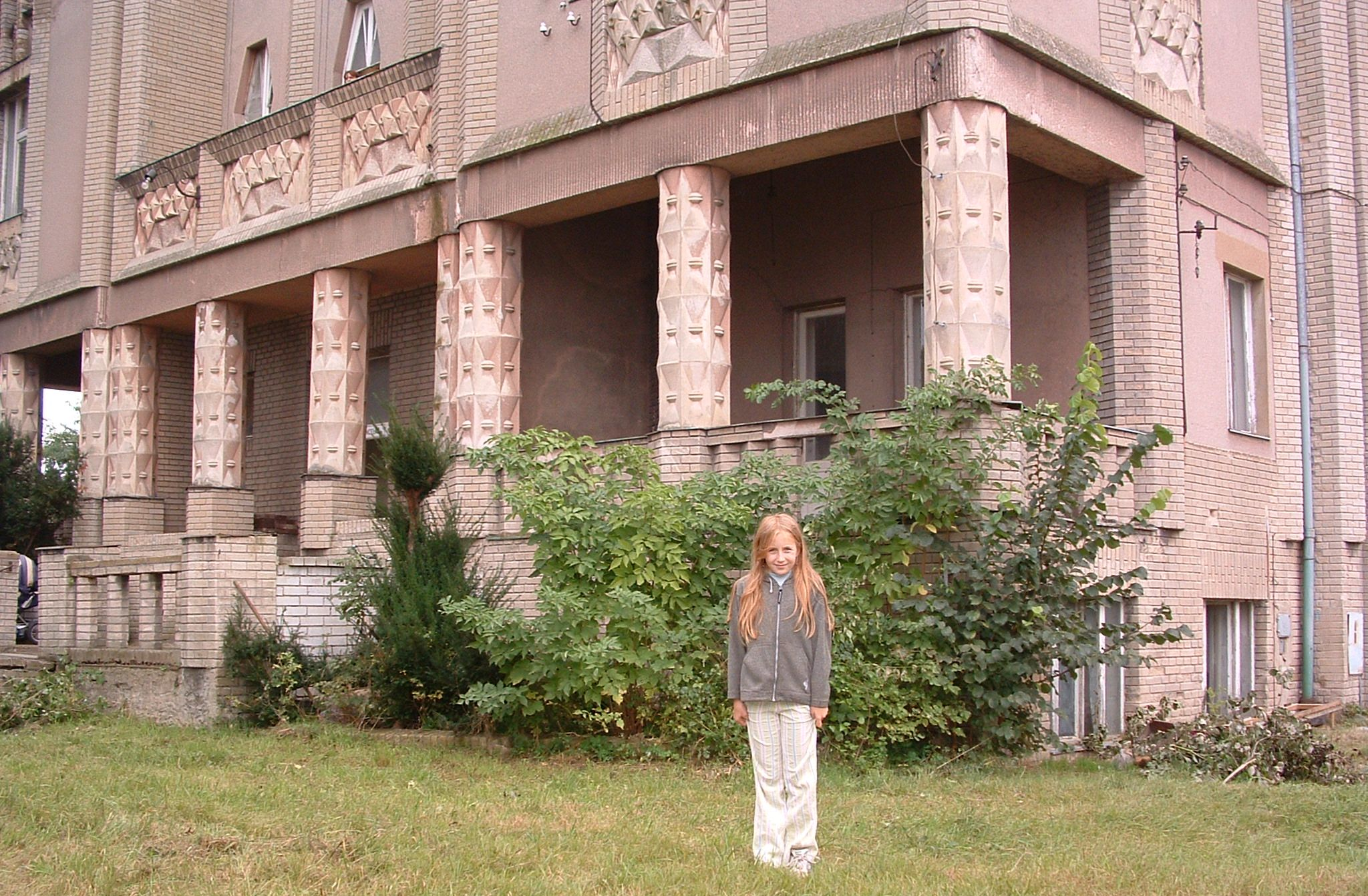
Severozápadní pohled (2005)
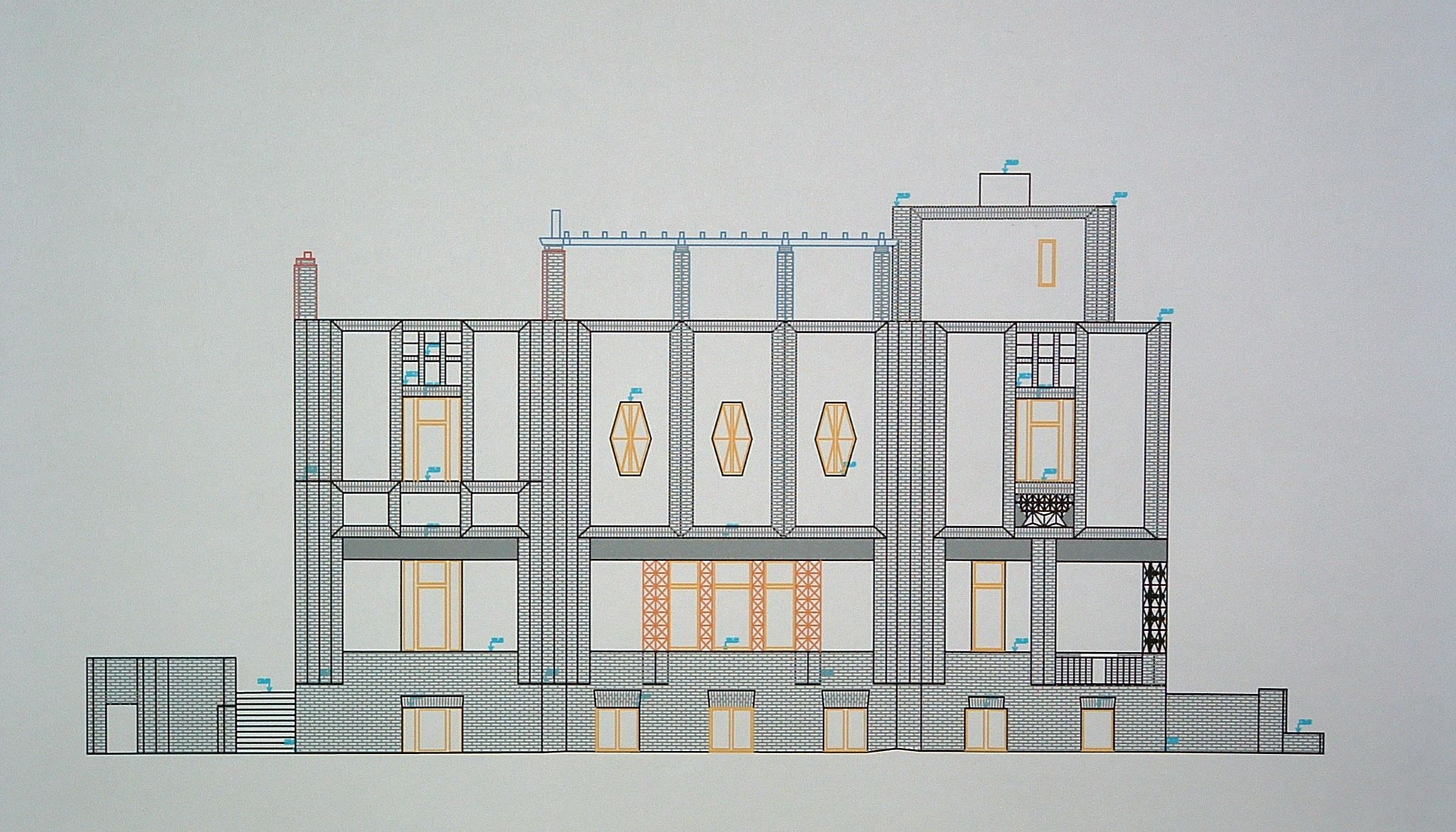
Východní nákres
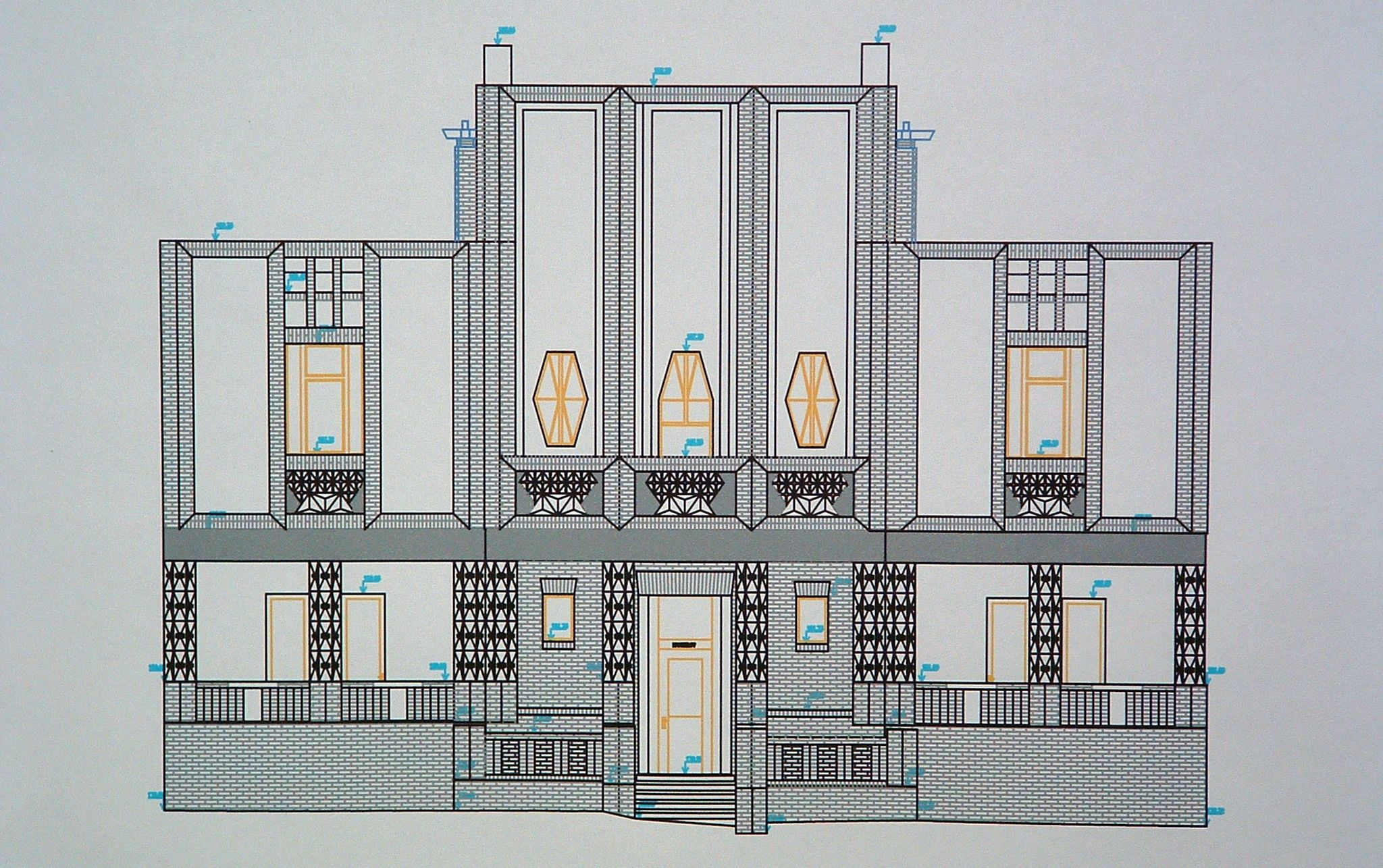
Západní nákres
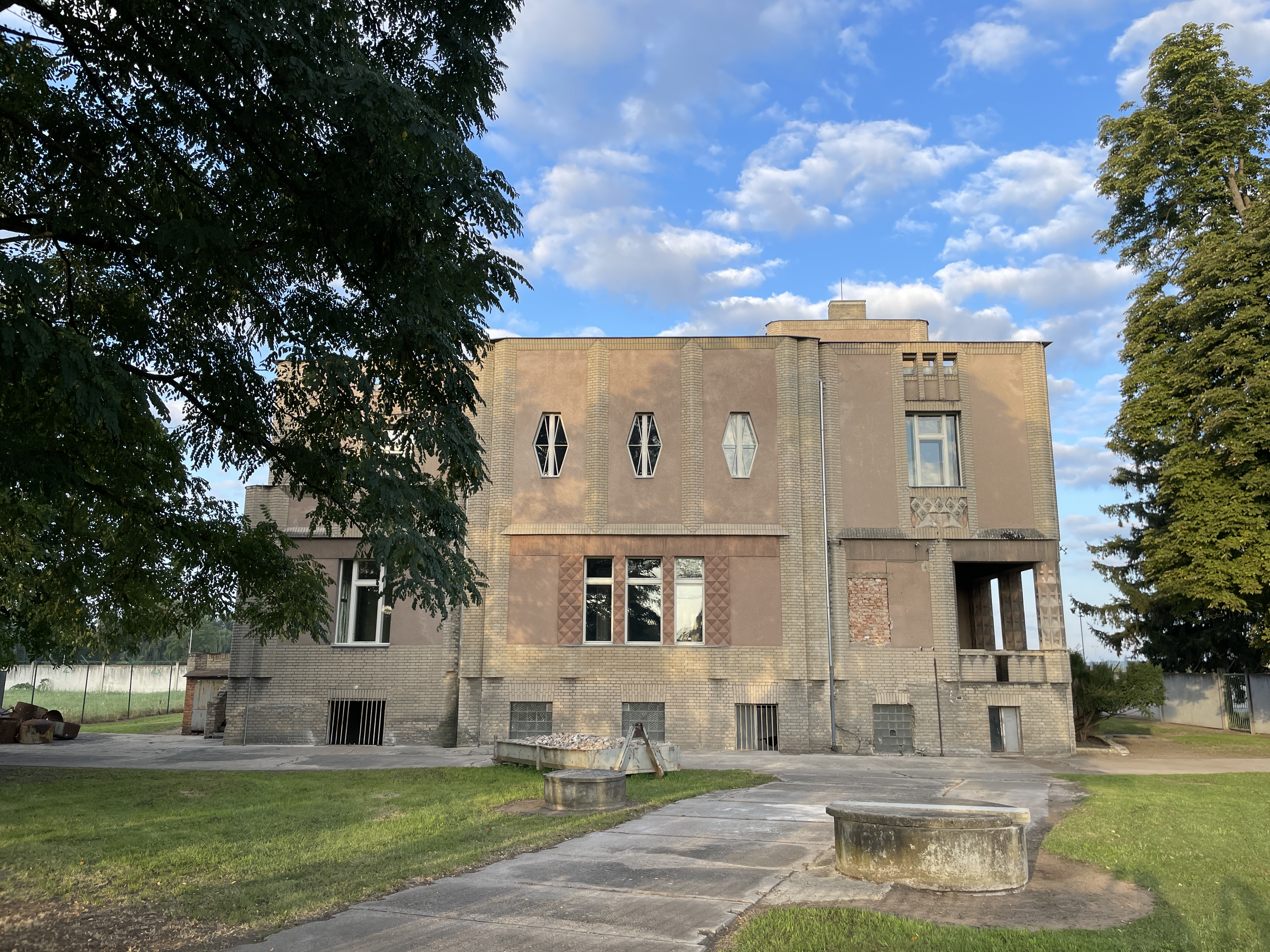
Stav vily v roce 2023